# Streptanthus glandulosus
Streptanthus glandulosus är en korsblommig växtart som beskrevs av William Jackson Hooker. Streptanthus glandulosus ingår i släktet Streptanthus och familjen korsblommiga växter.

## Underarter
Arten delas in i följande underarter:
- S. g. albidus
- S. g. glandulosus
- S. g. hoffmanii
- S. g. josephinensis
- S. g. niger
- S. g. pulchellus
- S. g. secundus
- S. g. sonomensis

## Bildgalleri

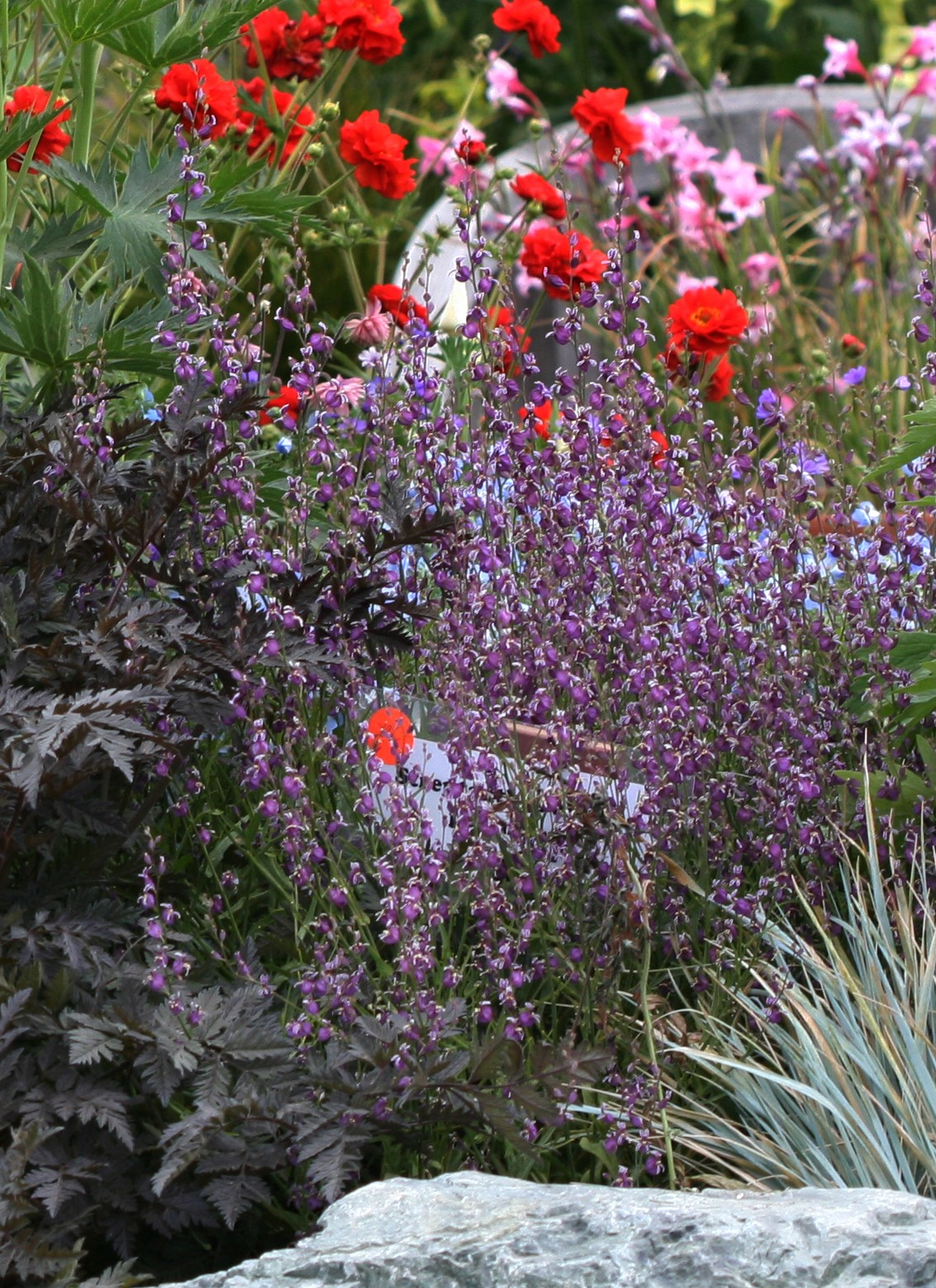